# Episodi di Papà a tempo pieno (seconda stagione)
La seconda stagione della serie televisiva Papà a tempo pieno è stata trasmessa in prima visione assoluta negli Stati Uniti d'America sul canale CBS dal 13 novembre 2017 al 21 maggio 2018.
In Italia la stagione è stata trasmessa in prima visione assoluta su Rai 2 dall'11 maggio al 16 novembre 2019.
| n° | Titolo originale                                  | Titolo italiano          | Prima TV USA     | Prima TV Italia   |
| -- | ------------------------------------------------- | ------------------------ | ---------------- | ----------------- |
| 1  | The Silver Fox                                    | Il seduttore brizzolato  | 13 novembre 2017 | 11 maggio 2019    |
| 2  | Andi's Boyfriend                                  | Sposiamoci di nuovo      | 20 novembre 2017 | 18 maggio 2019    |
| 3  | The Parents Strike Back                           | Chi la fa, l'aspetti     | 27 novembre 2017 | 25 maggio 2019    |
| 4  | Into the Weeds                                    | L'abito non fa il monaco | 4 dicembre 2017  | 3 giugno 2019     |
| 5  | Battle of the Sexists                             | Chi è sessista, adesso?  | 11 dicembre 2017 | 19 luglio 2019    |
| 6  | Adam Gets Neighborly                              | Flanella man             | 18 dicembre 2017 | 23 agosto 2019    |
| 7  | We Can Be Heroes                                  | Tutto per i figli        | 15 gennaio 2018  | 26 agosto 2019    |
| 8  | Lice Lice Baby                                    | Ospiti indesiderati      | 22 gennaio 2018  | 26 agosto 2019    |
| 9  | The Gunfight                                      | Compromessi              | 29 gennaio 2018  | 29 agosto 2019    |
| 10 | Adam's Turtle-y Awesome Valentine's Day           | Abbasso San Valentino    | 5 febbraio 2018  | 15 settembre 2019 |
| 11 | Guess Who's Coming to Breakfast, Lunch and Dinner | Piani per la vecchiaia   | 26 febbraio 2018 | 10 settembre 2019 |
| 12 | Everybody's a Winner                              | Negoziazione silenziosa  | 5 marzo 2018     | 29 agosto 2019    |
| 13 | The Party Planner                                 | La cena di compleanno    | 12 marzo 2018    | 16 novembre 2019  |
| 14 | March Madness                                     | Telecamere pericolose    | 19 marzo 2018    | 1º settembre 2019 |
| 15 | Out With The In-Laws                              | La guerra dei nonni      | 26 marzo 2018    | 2 settembre 2019  |
| 16 | April Fools                                       | Chi di scherzo ferisce   | 9 aprile 2018    | 28 settembre 2019 |
| 17 | King for a Day                                    | Innocenti bugie          | 16 aprile 2018   | 21 settembre 2019 |
| 18 | The Burns System                                  | Il metodo Burns          | 30 aprile 2018   | 5 ottobre 2019    |
| 19 | We Hate Money                                     | Noi odiamo i soldi       | 7 maggio 2018    | 12 ottobre 2019   |
| 20 | We Got a Girl                                     | Appuntamento al buio     | 14 maggio 2018   | 19 ottobre 2019   |
| 21 | Family Business                                   | Nuovi inizi              | 21 maggio 2018   | 19 ottobre 2019   |

## Il seduttore brizzolato
- Titolo originale: The Silver Fox

### Trama
Per dare a Kate una pausa come babysitter, Andi chiama Sophia,  giovane volontaria del suo ospedale, per guardare i bambini.  Adam pensa che Sophia venga attratta da una "volpe d'argento" come lui. Invece Andi è gelosa che Kate si rivolga a Sophia per avere un consiglio. Sophia dice ad Adam che ha una cotta per lui, ma quando lo dice ad Andi, lei non gli crede.

## Sposiamoci di nuovo
- Titolo originale: Andi's Boyfriend

### Trama
Il pastore Carl, ex dipendente dal gioco d'azzardo, visita Adam. Carl gli dice di aver scommesso soldi che servivano per rinnovare la sua licenza per unire in matrimonio le persone. Così Adam e Andi scoprono che non sono legalmente sposati. La cosa peggiore è che Carl non è stata la prima scelta di Andi. Infatti Adam lo ha assunto perché era più economico. Adam cerca di farsi perdonare rinnovando i voti con un funzionario autorizzato, mentendo ad Andi sul conto Carl.

## Chi la fa, l'aspetti
- Titolo originale: The Parents Strike Back

### Trama
Frustrati dal disordine nelle stanze dei loro figli, Adam e Andi decidono di trattenere le paghette fino a quando le stanze saranno più pulite e ordinate. Kate e i suoi fratelli più piccoli decidono di lasciare che la sporcizia si accumuli ancora di più, quindi i bambini entrano in sciopero contro i genitori. Adam e Andi decidono di vendicarsi rendendo le cose possibilmente più complicate per i figli.

## L'abito non fa il monaco
- Titolo originale: Into the Weeds

### Trama
Adam viene a sapere che il ragazzo con cui Kate esce è stato scoperto dalla madre in possesso di marijuana. Ora vuole essere severo con Kate ma Andi opta per un approccio più calmo. Adam scopre che il padre Joe, che è stato severo con lui e il fratello Don riguardo alle droghe, possiede una prescrizione medica per la sua artrite. Le cose si fanno interessanti quando Adam mangia, senza saperlo, le caramelle "speciali" di Joe.

## Chi è sessista, adesso?
- Titolo originale: Battle of the Sexists

### Trama
Andi incolpa Adam e Don di essere sessisti quando cercano candidati maschi per il ruolo di caposquadra nel cantiere del centro commerciale. Adam decide di assumere una donna Zara, per compiacere Andi e perché è la migliore tra i candidati per il lavoro. Andi è dispiaciuta per la sua accusa nei confronti di Adam. Don riconosce la caposquadra come ex spogliarellista in uno strip club. Inoltre Adam e Andi cercano di far entrare Kate nella squadra di calcio dei ragazzi. Avranno contro la scuola.

## Flanella man
- Titolo originale: Adam Gets Neighborly

### Trama
Adam con il suo fare scorbutico ha allontanato la maggior parte dei vicini, Andi suggerisce di ricominciare dai nuovi vicini Gioia e Rudy, che si sono appena trasferiti. Ma c'è un problema: Adam ha già conosciuto Gioia, una ispettrice edile irreprensibile, che non da il suo benestare al solaio di cemento nel cantiere di Adam. Alla fine diventeranno buoni amici.

## Tutto per i figli
- Titolo originale: We Can Be Heroes

### Trama
Adam e Andi si trovano a corto di soldi perché Teddy ha bisogno di un paio di occhiali e Kate necessita di un apparecchio dentale. I due decidono di fare dei tagli sui lussi, ovvero l'abbonamento ad 8 canali sportivi via cavo di Adam, che sconvolge Don, Joe e Lowell perché si radunano da Adam per vedere le partite. Anche Andi rinuncia al suo costoso parrucchiere, dopo che Joe scopre di averlo elencato tra le necessità e non tra i lussi. Adam venderà la moto per riavere i lussi ma Kate dovrà cambiare apparecchio per via di una allergia e comprare nuovi occhiali a Teddy poiché rompe i vecchi.

## Ospiti indesiderati
- Titolo originale: Lice Lice Baby

### Trama
Teddy ed Emma non vanno a scuola. È un bel problema per Adam e Andi, visto che è ora di recarsi al lavoro. Andi vince la disputa e Adam porta con sé i piccoli al lavoro. Quest'ultimo ha una riunione con Lisa, il suo capo nel progetto del centro commerciale e poco empatica. Si preoccupa ancora di più quando scopre che i figli hanno i pidocchi. In seguito si capisce che tutti i bambini di Burns hanno i pidocchi. Durante la premiazione di miglior costruttrice, vede Lisa grattarsi la testa e capisce che i figli le hanno attaccato i pidocchi. Andi si rende conto che è l'unico membro della famiglia a non avere i pidocchi e capisce quando si sia allontanata per via del lavoro. Lisa si reca a casa di Adam e scopre il fattaccio. Lui non perderà il lavoro.

## Compromessi
- Titolo originale: Gunfight

### Trama
Joe e Beverly faranno i babysitter ai bambini per alcuni giorni visto che Adam e Andi si recheranno a Las Vegas. Andi è preoccupato perché Joe vuole insegnare a Teddy a sparare con la vecchia pistola a compressione di Adam detta BB. Quando Joe ammette che ha altre pistole reali in casa, Adam non vuole più partire. Joe e Adam portano Andi a un poligono di tiro per mostrargli che le pistole non sono adatte alla sua età visto che Joe scambia la sua pistola per il suo cellulare. Don porta la pistola BB a casa di Lowell per cacciare la marmotta dall'orto che divora i pomodori di Lowell, ma finisce per sparare a Lowell.

## Abbasso San Valentino
- Titolo originale: Adam's Turtle-y Awesome Valentine's Day

### Trama
Andi non vuole scambiare regali per San Valentino. Adam decide di nascondere da Beverly il regalo che aveva gia acquistato per Andi: una collana d'oro con le foto dei loro tre figli. In realtá Andi aveva scoperto le foto inserite nella collana prima della decisione di Adam, e ora non vede l'ora di ricevere il suo regalo. Beverly è così eccitata per la collana, mentre Adam è bloccato da una decisione difficile.

## Piani per la vecchiaia
- Titolo originale:  Guess Who's Coming to Breakfast, Lunch and Dinner

### Trama
Adam è stanco di accompagnare sempre Beverly al bingo, quindi suggerisce ad Andi di provare a farle fare del volontariato in ospedale. Beverly fa credere di amare il volontariato solo per far sentire Joe solo. Per paura della sua solitudine, Joe inizia a passare molto tempo a casa di Adam e Andi e si aspetta che venga trattato nello stesso modo di come trattavano Beverly.

## Negoziazione silenziosa
- Titolo originale: Everbody's a winner

### Trama
Quando Kate viene invitata al ballo di primavera a scuola, Adam è contrario mentre Andi pensa che Kate possa andare. Adam chiede consiglio a Joe, Lowell e Don che gli raccontano della tecnica della "negoziazione silenziosa". Adam la prova su Andi e riesce a convincerla che è una cattiva idea permettere a Kate di andare al ballo. Ma la vicina Joy informa Andi della tecnica usata da Adam, perché lei usa questa tecnica sul marito. Consiglia a Andi un modo per contrastare Adam.

## La cena di compleanno
- Titolo originale:  The Party Planner

### Trama
Dopo diversi anni di regali sbagliati e non apprezzati per il compleanno di Andi, Adam organizza una festa con i loro familiari, Lowell e sua moglie Jen. Quando Don e Marcy rinunciano alla festa a causa di un precedente impegno di Marcy, Adam decide di sostituirli con Joy e Rudy, anche se Andi protesta chiedendo di riprogrammare la festa. Mentre Adam insiste nel dimostrare che può farcela con l'organizzazione della festa. In un negozio di alimentari, Don e Marcy incontrano Joy e Rudy e insieme decidono di creare scompiglio nel piano di Adam.

## Telecamere pericolose
- Titolo originale: March Madness

### Trama
Adam e Andi assumono Rudy per installare alcune telecamere di sicurezza all'interno e all'esterno della casa. Adam e Andi inavvertitamente realizzano un sex tape, che li ispira a crearne un altro. I due poi temono che qualcuno possa vedere il filmato sul tablet soprattutto quando Beverly lo prende in prestito perché il suo si è rotto, quindi chiede a Don di restituirlo ad Adam. Il tablet viene successivamente preso da Lowell, che sbadatamente lo aveva scambiato con il suo quando era a casa di Don.

## La guerra dei nonni
- Titolo originale: Out With The In-Laws

### Trama
Adam e Andi pensano di poter finalmente trascorrere da soli una vacanza, quando scoppia la faida tra i nonni per chi deve festeggiare la domenica di Pasqua insieme ai nipoti. Joe e Bev tentano di portare i bambini a Disney World per le vacanze, non ci riusciranno. I genitori di Andi arrivano il giorno prima di Pasqua per reclamare la vigilia come loro giorno di festa.